# Orme
Orme – miasto w Stanach Zjednoczonych, w stanie Tennessee, w hrabstwie Marion.